# Ibirajuba
Ibirajuba là một đô thị thuộc bang Pernambuco, Brasil. Đô thị này có diện tích 190 km², dân số năm 2007 là 7482 người, mật độ 39,38 người/km².